# Chärstelenbachbrücke

Brücke bei Amsteg nach 1893

Die Chärstelenbachbrücke ist die längste Eisenbahnbrücke auf der Nordrampe der Gotthardbahn. Die Brücke der eher seltenen Konstruktionsform mit einem Mittelpfeiler im Talboden führt in der Gemeinde Silenen im Kanton Uri über den Chärstelenbach am Ausgang des Maderanertals und gehört zu den herausragenden, besonders oft fotografierten Kunstbauten der Gotthardbahn.
Sie ist die zweitletzte Brücke über den Chärstelenbach.

## Lage

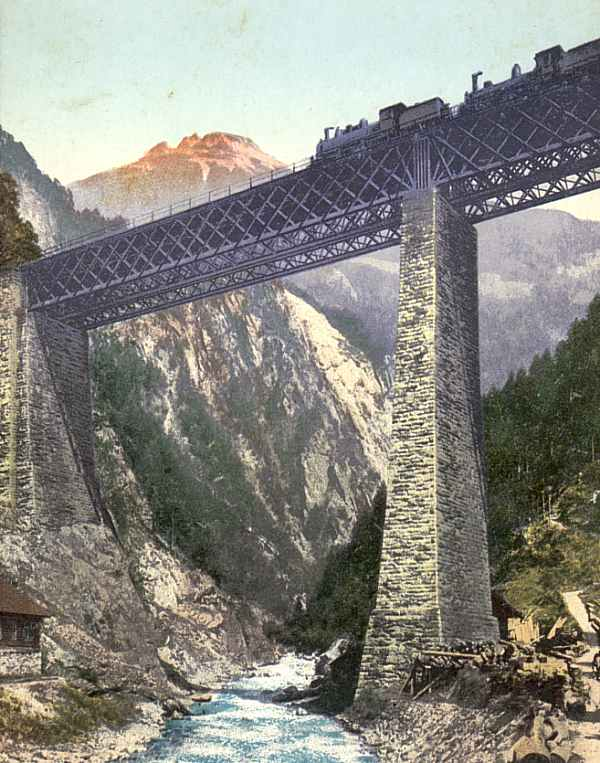
Brücke mit Doppelspur, um 1900

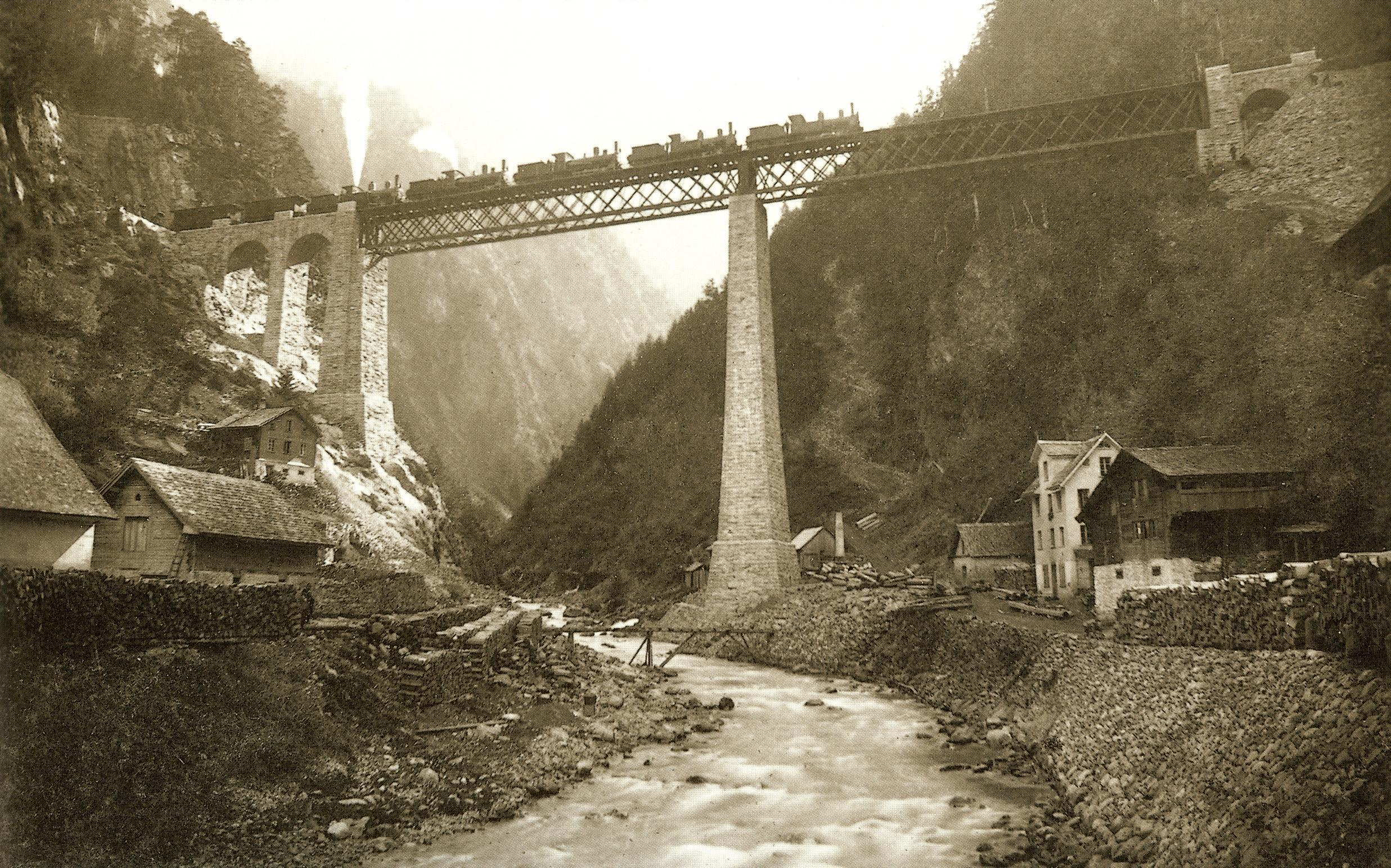
Belastungsprobe um 1882

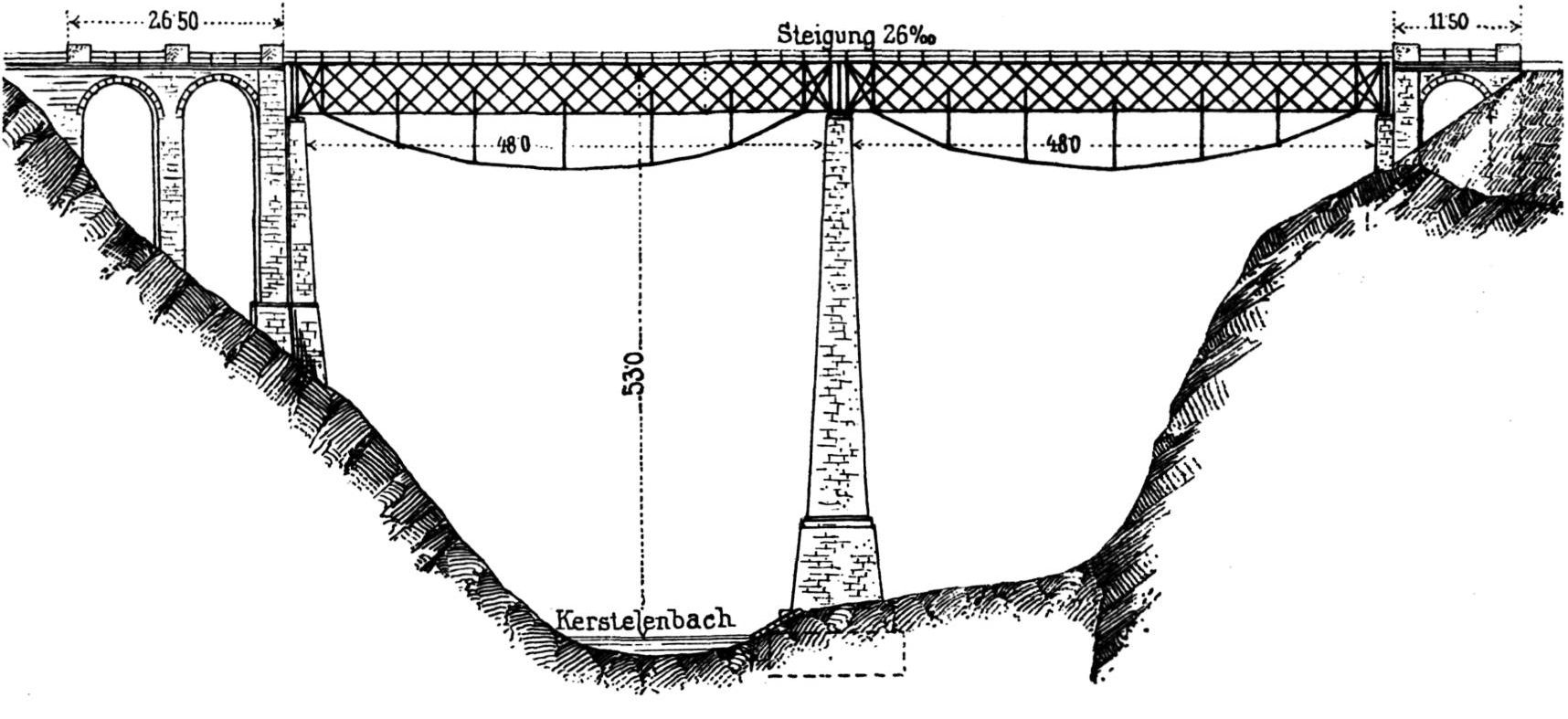
Plan der Chärstelenbachbrücke mit Unterspannung der Fachwerkträger

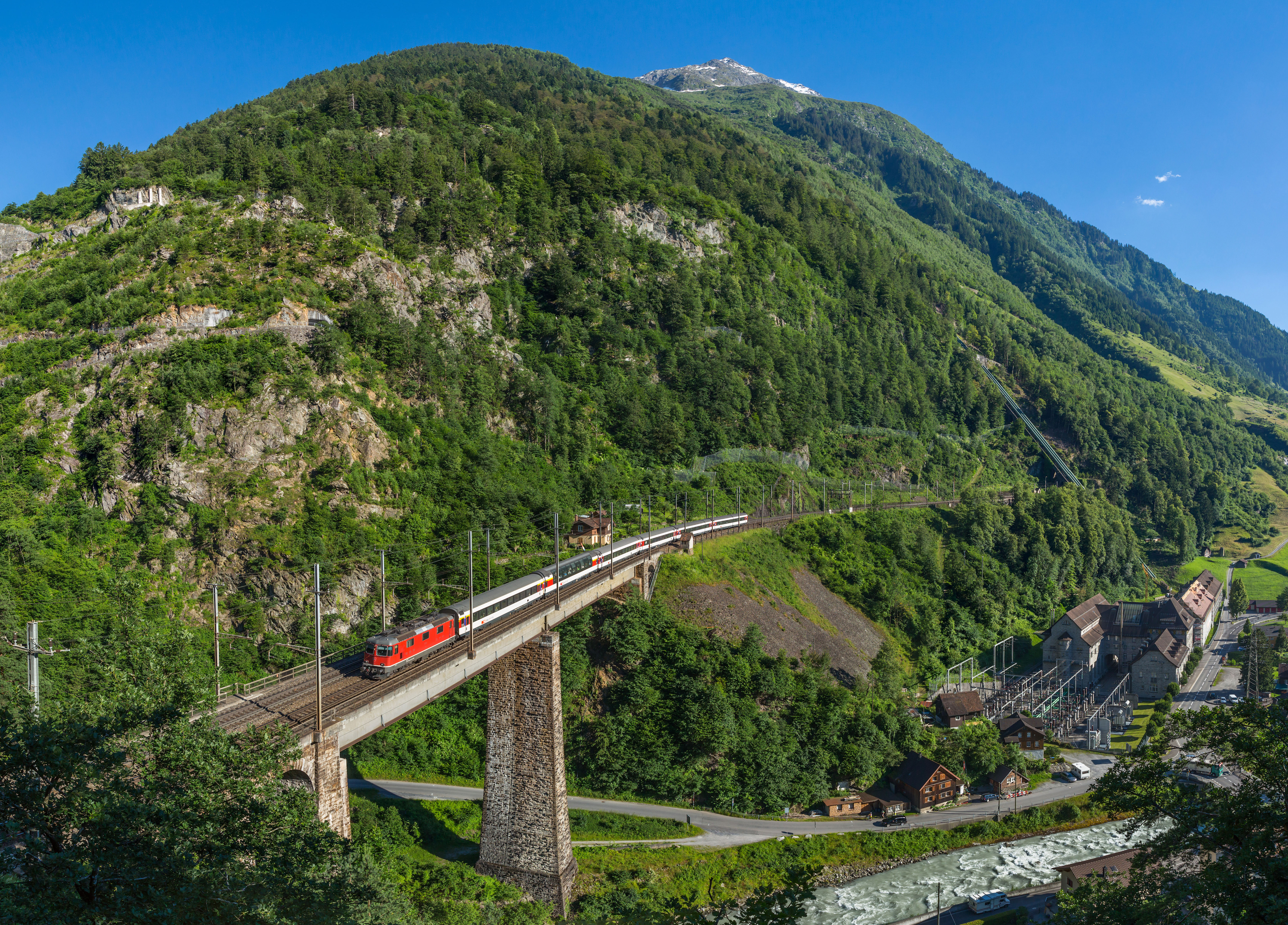
Chärstelenbachbrücke, links das Maderanertal, rechts das Bahnkraftwerk Amsteg

Die 127 Meter lange Brücke liegt 10 Kilometer südlich von Erstfeld bei Kilometer 47,9 der Bahnstrecke von Luzern nach Göschenen auf 573 m ü. M. Sie überquert das Bristentobel mit dem Chärstelenbach und der 1912 gebauten Fahrstrasse in das Maderanertal auf 53 Metern Höhe und befindet sich zwischen dem nahe bei der Burgruine Zwing-Uri anschliessenden Windgällen-Tunnel (Länge 182 Meter) und dem südlich gelegenen Bristentunnel I (Länge 798 Meter). Unter dem südlichen Widerlager führt ein Fussweg von Amsteg in das Maderanertal hinauf.
Dem Verlauf des Reusstals folgend, führt die Bahnlinie in einer langen Kurve über die Brücke, die als Teil der Nordrampe zum Gotthardtunnel eine Steigung von 26 Promille aufweist.

## Geschichte
Die Gotthardbahn-Gesellschaft errichtete die Chärstelenbachbrücke 1880 bis 1882 als einspurige Brücke. Sie besteht aus zwei Feldern mit einem hohen gemauerten Mittelpfeiler. Das nördliche Widerlager ist als Vorbrücke aus Mauerwerk mit zwei Bogenöffnungen ausgeführt, das südliche unter dem Bristen hat nur einen Bogen. Auf den zwei Brückenöffnungen lagen 6 Meter hohe Fachwerkträger, denen beidseitig auf Konsolen Laufstege mit Geländern für die Streckenwärter folgten. Die Linie Erstfeld–Göschenen wurde am 1. Juni 1882 eröffnet.
Beim Bau der Doppelspur der Gotthardbahn liess die Gotthardbahn-Gesellschaft 1893 die Widerlager und den Mittelpfeiler verbreitern und die Brücke mit einem zweiten Paar Fachwerkträger ausstatten. Die talseitigen Träger wurden wegen höherer Belastung im Jahr 1906 mit Untergurten verstärkt. Die zweite Brücke erhielt bei der Elektrifizierung der Gotthardlinie von 1920 bis 1922 durch die SBB wegen des weiter zunehmenden Gewichtes der Züge ebenfalls eine Verstärkung, mit der die Fachwerkbrücken zu Fischbauchträgern erweitert wurden.
Die vier Fachwerkträger wurden 1970 bis 1972 durch eingleisige Brückenelemente von je 50 Metern Spannweite ersetzt. Die Vorbrücken und der Mittelpfeiler blieben bestehen und tragen heute die Vollwandträger aus Stahl, auf denen die Stahlbeton-Fahrbahnplatten aus armiertem Beton liegen.